# 松井石根
松井 石根（まつい いわね、明治11年（1878年）7月27日 - 昭和23年（1948年）12月23日）は、日本の陸軍軍人。最終階級は陸軍大将。荒尾精の信奉者として、「日支提携」「アジア保全」の運動に生涯をかけたが、ポツダム宣言受諾後、南京事件の責任を問われて極東国際軍事裁判にてA級戦犯として死刑判決を受け、処刑された。

## 生涯

### 出自
愛知県愛知郡牧野村（現・名古屋市中村区牧野町）出身。旧尾張藩士松井武圀、ひさの六男として生まれた。成城学校卒業後、陸軍幼年学校へと進んだ。

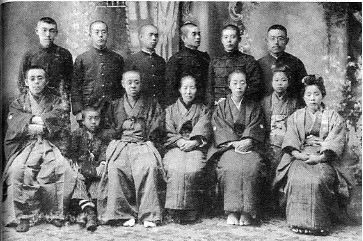
松井家の家族写真
2列目左から4人目が松井石根、5人目が七夫
1列目左から3人目と4人目が父の武国と母のひさ。

在学中、松井が感銘を受けた思想があった。それは川上操六が唱えた「日本軍の存在理由は東洋の平和確保にあり」という見識であった。川上は、日本が将来、ロシアとの戦争を回避することは困難だと断じ、その防備としてアジア全体の秩序を構築し直す必要性を訴えていた。そのための軸となるのは、日本と中国（支那）の良好な提携であるという。この川上の思想に接して強い共鳴を覚えた松井は、中国への興味を改めて深めていった。
幼年学校卒業後、松井は順調に陸軍士官学校へと入学した。
明治30年（1897年）、陸軍士官学校（9期）を次席で卒業し、明治34年（1901年）に陸軍大学校（18期）に入学した。陸大在学中の明治37年（1904年）に日露戦争勃発により陸大を中退し、歩兵第6連隊中隊長として従軍した。遼陽会戦では戦傷を負っている。
この時期の松井が思想的な影響を受けたのは、同郷の先輩にもあたる荒尾精であった。荒尾の思想の根底にあるのは、日中の強い提携である。欧米列強の侵略に対し、アジア諸国が連携しあって対抗していこうというのが、その主張の要であった。
その後、日露戦争のため中退した陸大に復校し、明治39年（1906年）に次席で卒業した。（恩賜の軍刀を拝受）松井は、前途を嘱望される逸材として、参謀本部への配属となり、一旦、フランスへと派遣された。

### 中国赴任時代～孫文、蔣介石を支援
明治40年（1907年）フランスから帰国した松井は、次の勤務先として清国へ派遣された。これは松井が自ら志願してのことであった。日中関係を良好なものとして築きあげることが、日本、更にはアジア全体の安寧に繋がると考えたからである。
明治42年（1909年）、清国滞在中に大尉から少佐へと昇進した。この頃から孫文と深く親交するようになった。
松井は孫文の大アジア主義に強く共鳴し、辛亥革命を支援。陸軍参謀本部宇都宮太郎は三菱財閥の岩崎久弥に10万円の資金を供出させて、これを松井に任せ、孫文を支援するための元金に使わせた。その後も中国国民党の袁世凱打倒に協力した。
松井は日本に留学した蔣介石とも親交があり、昭和2年（1927年）9月、蔣が政治的に困難な際に訪日を働きかけ、田中義一首相との会談を取り持ち事態を打開させた。田中首相は①この際、揚子江以南を掌握することに全力を注ぎ、北伐は焦るなということ、
②共産主義の蔓延を警戒し、防止せよということ、
③この①②に対して日本は支援を惜しまないということこの三点を述べた。
最終的に二人のあいだで合意したのは、国民革命が成功し、中国統一が完成した暁には、日本はこれを承認すること。これに対して国民政府は、満洲における日本の地位と特殊権益を認めるーということであった。
松井の秘書田中正明によれば「松井は当時すでに中国は蔣介石によって統一されるであろうという見透しを抱いていた。日本は、この際進んで目下失意の状態にある蔣を援助して、蔣の全国統一を可能ならしむよう助力する。そのためには張作霖はおとなしく山海関以北に封じ、その統治を認めるが、ただし蔣の国民政府による中国統一が成就した暁には、わが国の満蒙の特殊権益と開発を大幅に承認させることを条件とするという構想であった。」

### 松井構想（蔣介石との連携）の破綻
ところが、昭和3年（1928年）5月3日、済南事件が起き、陸軍内で蔣介石への批判が相次いで、日中関係は松井の意図に反した方向へと流れていった。
同年6月4日、張作霖爆殺事件が勃発。この事件の発生により、松井が実現させた「田中・蔣介石会談」の合意内容は完全に瓦解した。松井は張作霖を「反共の防波堤」と位置づけていた。それは当時の田中義一首相らとも共通した認識であった。松井は首謀者である関東軍河本大作の厳罰を要求した（この事から、若手の将校の間では松井を頑固者扱いして敬遠する声も多かったと言われている）。しかし、結局うやむやのままになり、昭和天皇の怒りを買って田中義一が首相を辞めることになった。こうして松井構想は破綻した（田中正明の言）。
一方、蔣介石も日本への不信感を濃くした。昭和6年（1931年）9月満州事変、昭和7年（1932年）3月満州国建国を経て、蔣介石の反日の姿勢は間違いなく強まっていった。

### 大亜細亜協会の活動
蔣介石との連携によるアジア保全の構想は破綻したものの、松井は昭和8年（1933年）3月1日に大亜細亜協会を設立した（松井は設立発起人、後に会長に就任）。会員には近衛文麿、広田弘毅、小畑敏四郎、本間雅晴、鈴木貞一、荒木貞夫、本庄繁など、錚々たるメンバーであった。「欧米列強に支配されるアジア」から脱し、「アジア人のためのアジア」を実現するためには「日中の提携が第一条件である」とする松井らの「大亜細亜主義」が、いよいよ本格的な航海へと船出した。当時の松井の考え方を下記に引用する。
昭和9年（1934年）1月6日、大亜細亜協会台湾支部が設立され、松井は名誉顧問に就任。
昭和10年（1935年）8月、現役を退き、予備役へと入った。

### 蔣介石への不信
一方、米勢力に接近し反日、排日の色を濃くする蔣介石の国民党政府に対して不信感を抱くようになった。加えてこの時期、中国共産党が華南地域に勢力を拡大していたが、この動きに歯止めをかけることのできない国民党について、松井は批判的な姿勢を強めていた。国民党政府が、リットン調査団の報告書を嬉々として受け入れたことについても不満を募らせた。当時、松井は次のように述べている。
陸軍内部では統制派を中心に「中国一撃論」が盛んに説かれるようになっていた。日本への敵対視を続ける中国側の動向は看過できず、それならば蔣介石政権の政治基盤が脆弱な今の内に、一気に叩いておこうという論である。国民党政府に対する不信を濃くする松井は、徐々に「中国一撃論」へと傾いていった。

### 西南の旅
昭和11年（1936年）2月3日、蔣介石との関係を取り戻すために、田中正明を伴って「西南の旅」に出発した。広東・広西で胡漢民、陳済堂、李宗仁、白崇禧ら西南派の指導者らと会談、さらに3月14日南京で蔣介石、何応欽、張群らと会談している。蔣介石との会談は1時間半に及んだが、ほとんどが松井と蔣介石二人だけの押し問答に終わった。最後に二人は、孫文のアジア主義の遂行で互いに了解し合って別れた。しかし、別れぎわに蔣介石は松井に対し「今後は部下の張群と話をしてくれ」と失礼な言動をしたため、松井の顔が瞬間くもったという。（田中正明の言）
同年12月12日、西安事件が勃発。捕えられた蔣介石は国共合作により抗日へと方針を180度転換した。ここに及んで、蔣介石と連携するという松井構想は完全に破綻した。

### 日中戦争（支那事変）の上海戦
昭和12年（1937年）7月7日、盧溝橋事件により日中戦争（支那事変）勃発。同年7月29日通州事件、8月9日大山事件（上海）が発生。同年8月13日第二次上海事変が勃発すると、予備役の松井に8月14日陸軍次官から呼び出しがかかった。8月20日上海派遣軍司令官として2個師団（約2万）を率いて、20万の中国軍の待つ上海に向けて出港した。
参謀本部は戦闘を上海とその周辺地域だけに限定していたが、松井は2個師団ではなく5個師団で一気に蔣介石軍を叩き潰し、早く和平に持ち込むべきだと考えていた。8月23日上海派遣軍は上陸を開始したが、上陸作戦は難渋をきわめた。
11月5日、柳川平助中将率いる第10軍は杭州湾上陸作戦を敢行、これを成功させて、状況は日本軍に有利になってきた。しかし、第10軍は松井の指揮系統下にはなかった。11月12日上海は陥落したが、日本軍の死者は1万人近くに及んだ。
松井の体調は上海上陸後から余り芳しくなく、11月に入ってからはマラリアの症状が出て、高熱にも苦しめられ、軍医から処方されたキニーネを服用しながら指揮を執った。11月4日、松井は「予自身去一日ヨリ多少風邪気味ニテ七、八度ノ熱アリシカ「マラリア」ラシク、本日ヨリ規根ヲ服用シ経過良好 此分ナラ後二、三日ニテ全復ノ見込」と記している。南京攻略戦たけなわの12月5日から15日まで蘇州の司令部に病臥、滞留していた。武藤章は「松井大将は十二月五日頃蘇州に司令部を推進さられた。だが大将は長期間の苦心と肉体的無理が積って病臥せられた。」と記している。

### 南京戦

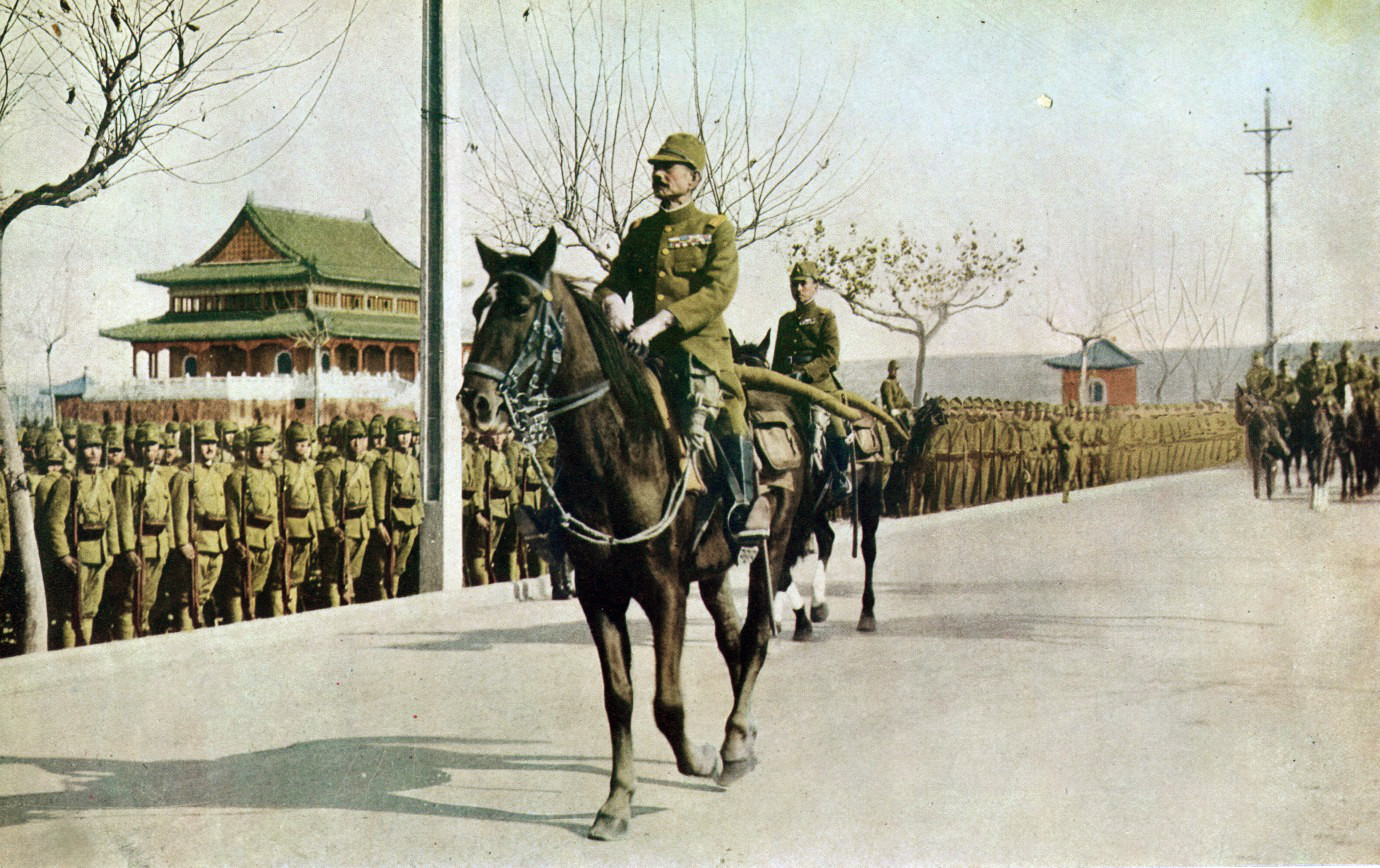
南京・入城式で閲兵する松井石根

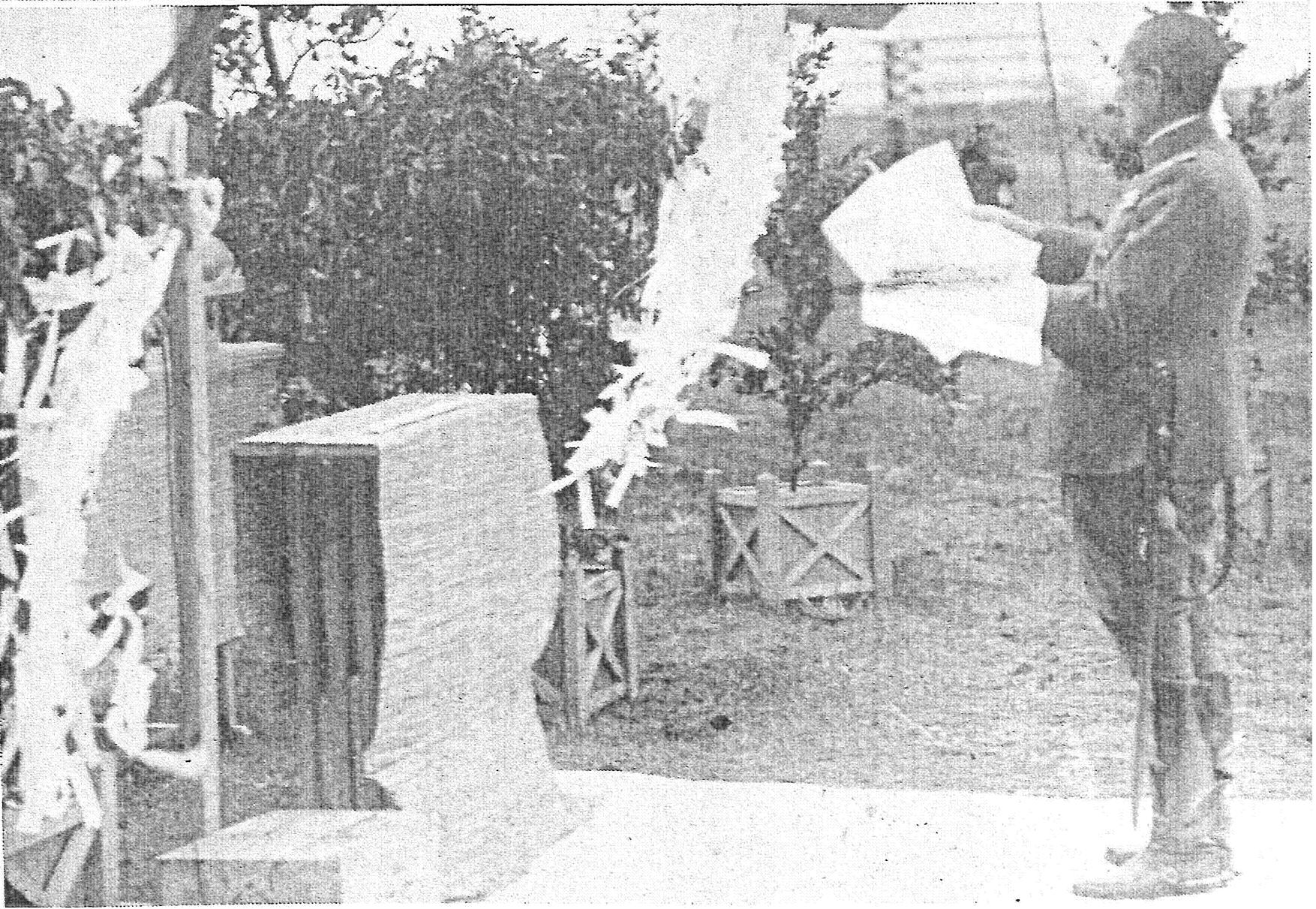
南京城中山門内故宮飛行場戦没勇士慰霊祭で弔辞を述べる松井石根（1937年12月18日）

松井は南京攻略を12月中旬頃と想定して兵を休息させていた。松井はトラウトマン工作を知っていてその成果を見るために、待機していたのではないかという見方もある。ところが、11月19日第10軍は独断で（松井の指揮権を無視して）「南京攻略戦」を開始し、松井も南京への進撃を参謀本部に意見具申し、上海派遣軍も南京への突進を開始して、第10軍と上海派遣軍による先陣争いのような状況となった。11月28日、参謀本部はついに南京攻略命令を発した。
しかし、南京に進軍する中、松井は、前述した様に、南京攻略戦の前に蘇州で病気療養し、直接、攻略戦の指揮は行えなかった。12月7日、療養中の松井は南京攻略を前に「南京城攻略要領」（略奪行為・不法行為を厳罰に処すなど厳しい軍紀を含む）を兵士に示したが、これは現場指揮官に実質無視されることとなる。
12月7日、蒋介石は南京を脱出したが、中国軍はそのまま残り籠城戦の準備を行う。12月9日、日本軍は「降伏勧告文」を南京の街に飛行機で撒布した。翌日、降伏勧告に対する回答はなく南京総攻撃が始まり、そのときに、中国人捕虜の殺害・民間人の殺害が数多く見られたことは日本側の記録にも残るとおりである。13日、南京は陥落した。陥落するまで戦闘指揮を行うことができずに療養（蘇州にて）していた松井は、陥落から数日後の12月17日に中支那方面軍の南京入城式を行う旨を通達し、その後、蘇州から南京に戻り、写真のとおり、乗馬姿になり、入城式で閲兵を行った。しかし、入城式のための治安がまだ確立されておらず、皇族朝香宮鳩彦王（12月2日、上海派遣軍司令官に就任）の身の安全の確保も含めて、中国軍の便衣兵を恐れるあまり「疑わしいものはすべてその日のうちに始末する方針がとられた」ため、結果的に、第9師団などのように、民間人である成年男子をも便衣兵と見なして疑わしい者を数多く処刑するような事態となった。松井は、南京城内の戦闘後の日本軍兵士による不法行為が発生したと事件の報を聞き、「皇軍の名に拭いようのない汚点をつけた」と嘆いたという。翌日慰霊祭の前に、各師団の参謀長らを前に、松井は彼らに強い調子で訓示を与えた。松井は「軍紀ヲ緊粛スヘキコト」「支那人ヲ馬鹿ニセヌコト」「英米等ノ外国ニハ強ク正シク、支那ニハ軟ク以テ英米依存ヲ放棄セシム」などと語ったという。松井は軍紀の粛正を改めて命じ、合わせて中国人への軽侮の思想を念を押すようにして戒めた（上海派遣軍参謀副長の上村利道の陣中日記より）。松井は、戦後に、この時のことを回想し、日本軍の中国人捕虜への扱いが人道的でなかったことも嘆き、「武士道とか人道」の考えが昔の日本軍から後退したことをも嘆いた。後の東京裁判における宣誓口述書では、松井は、兵士による軍規違反の掠奪暴行等の不法行為は認めたものの、組織的な大虐殺に関しては否定している。
一方、トラウトマン工作は、日本側が戦争の勝利をよいことに、提示する条件をつりあげたことによって頓挫した。しかし、松井はこの時期に蔣介石が信頼していた宋子文を通じて、独自の和平交渉を進めようとしていた。だが、昭和13年(1938年)1月16日近衛文麿首相の「蔣介石を対手とせず」宣言（近衛声明）ですべては終わった。松井は2月21日に上海を離れて帰国し予備役となったが、その理由は、軍中央から中国寄りと見られ、考え方の相違から更迭されたとも、日本政府（外務省）が南京での不法行為を踏まえて陸軍への現地の軍紀粛正を要望したことで、陸軍中央の現地調査(1月）を受けて日本に召喚されたとも、言われている。

昭和13年3月に帰国。静岡県熱海市伊豆山に滞在中に、今回の日中両兵士の犠牲は、アジアのほとんどの欧米諸国植民地がいずれ独立するための犠牲であると位置づけ、その供養について考えていた。滞在先の宿の主人に相談し、昭和15年（1940年）2月、日中戦争（支那事変）における日中双方の犠牲者を弔う為、静岡県熱海市伊豆山に興亜観音を建立し、自らは麓に庵を建ててそこに住み込み、毎朝観音経をあげていた。

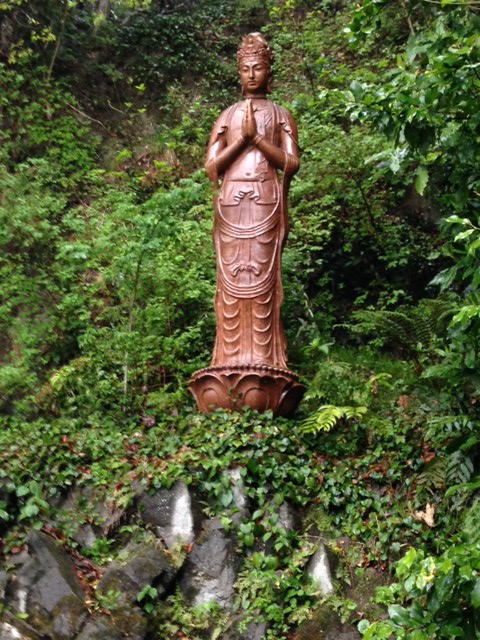
興亜観音（熱海市伊豆山）

### 太平洋戦争（大東亜戦争）期から終戦まで
軍籍を離れた松井は「大亜細亜協会」会頭として、アジア主義運動を展開し、国内各所での講演活動を行っていた。1939年4月には陸軍美術協会の会長に就任し、同年7月に開催された戦争画を競う第一回聖戦美術展では展覧会名誉会長を務めている。
対米英開戦後の1月、松井は「思想国防協会」会長となり、日米開戦の意義や東南アジア占領地における興亜思想の普及について述べている。
1942年6月、松井は大亜細亜協会会頭として国外視察に出かけ、上海~南京~台湾~広東~海南島~仏印~タイ~ビルマ~マレーシア、スマトラ島~ジャワ島~セレベス島~フィリピンを訪れ、大東亜共栄圏確立の重要性を説いた。南京では汪兆銘と、ビルマではバー・モウ、シンガポールではチャンドラ・ボースとそれぞれ会談している。
帰国後の松井は、栄養失調から風邪をこじらせ、軽い肺炎を起こした。敗戦までの間、松井は仏門に励み、朝昼の二回、近くの観音堂に参拝するのが日課だった。
1945年8月15日、松井は終戦の玉音放送を熱海の自宅で聞いた。同年11月19日、連合国軍最高司令官総司令部は、日本政府に対し松井らを戦争犯罪人として逮捕し、巣鴨刑務所に拘禁するよう命令。松井は肺炎を患い、病床にあった。松井の個人通訳を務めていた岡田尚は、松井の巣鴨出頭を遅らせようと、松井と親交のあった岩波書店の岩波茂雄社長に頼み、岩波と親しい間柄であるGHQの派遣医師である武見太郎に松井の診断書を書いてもらい、巣鴨出頭を1946年3月5日まで延期させることに成功している。この間松井は、死後に備えて「支那事変日誌抜粋」と「我等の興亜理念併其運動の回顧」を書き上げている。

### 獄中
1946年3月4日、松井は巣鴨プリズンに収容される前夜、近親者たちを招いて宴を催し、盃を交わしながら「乃公はどうせ殺されるだろうが、願わくば興亜の礎、人柱として逝きたい。かりそめにも親愛なる中国人を虐殺云々ではなんとしても浮かばれないなぁ」と語った（陸軍後輩、有末精三の言）。翌5日出頭。収監されてからも毎朝、観音経をあげるのが習慣だった。また、重光葵の『巣鴨日記』によると、人の依頼に応じて揮毫する文字は決まって「殺身為仁」であり、獄中では常に国民服姿だったという。

### 東京裁判

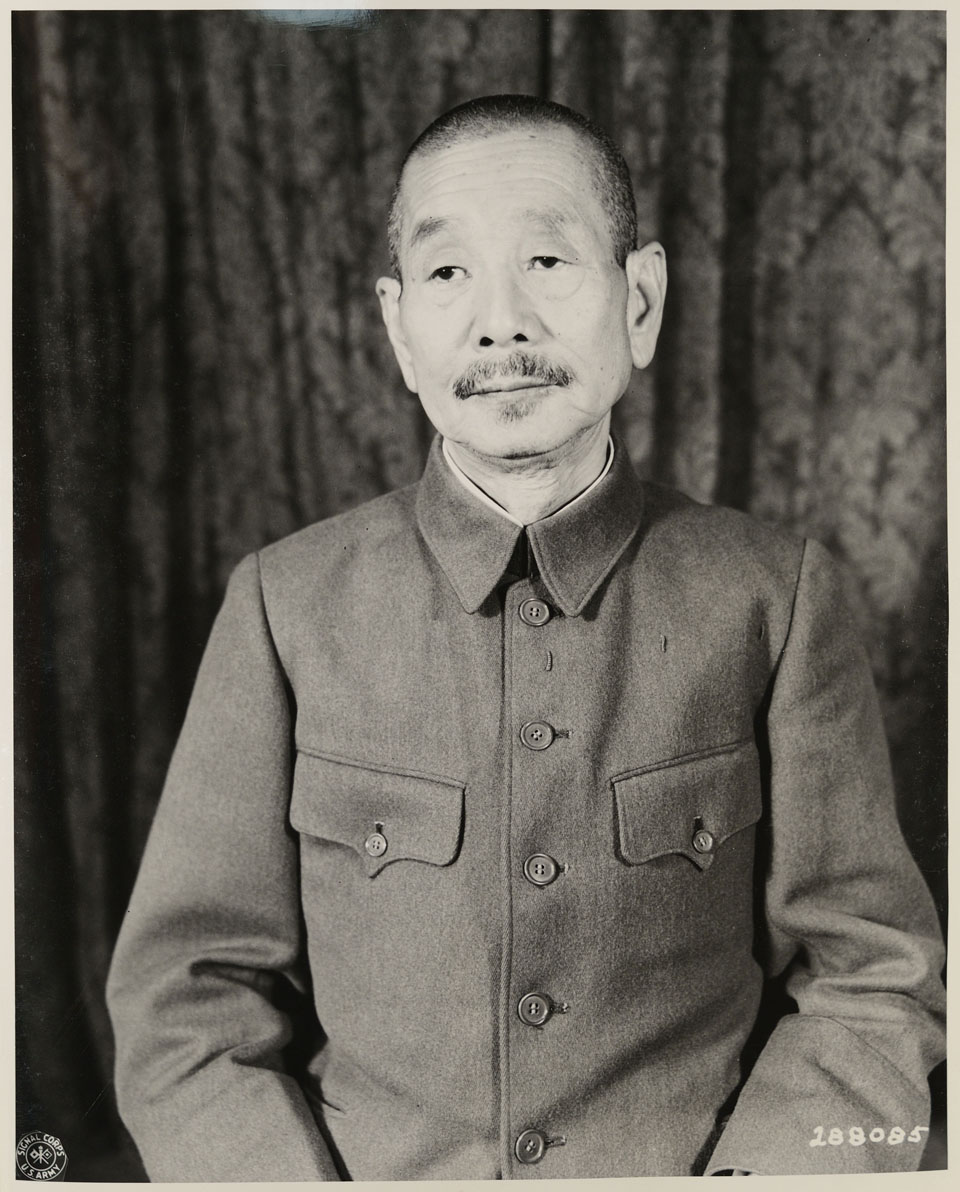
東京裁判での松井石根

戦後、戦争犯罪人として逮捕、極東国際軍事裁判において起訴される。裁判中は、東条英機が小まめにメモを取り続けたのに対して、松井は頬杖をついて黙り続ける姿が記録されている。判決は、松井が司令官を務めた中支那方面軍が南京で起こしたとされる不法行為について、その防止や阻止・関係者の処罰を怠ったとして死刑の判決を受ける。当時キーナンの秘書兼通訳をしていた山崎晴一の書いた「鬼検事キーナン行状記」によれば、ジョセフ・キーナン検事はこの判決について、『なんというバカげた判決か。シゲミツは、平和主義者だ。無罪が当然だ。マツイ、ヒロタが死刑などとは、まったく考えられない。マツイの罪は、部下の罪だから、終身刑がふさわしい。ヒロタも絞首刑は不当だ。どんなに重い刑罰を考えても、終身刑まではないか。』と判決を批判していたという。
なお東京裁判で、「（大虐殺は）公的な報告を受けたことがなく、終戦後米軍の放送で初めて知った」と証言している。また12年12月17日に南京に入城した松井は、当時の様子をつづった日記を基にした供述書で「巡視の際、約20人の中国兵の戦死体を見たが、市内の秩序はおおむね回復した」といった内容を述べている。一方で入城後に一部の兵による軍律違反の報告を受けており、法廷で「南京入城後、非行が行われたと憲兵隊長から聞き、各部隊に調査と処罰をさせた」と証言した。松井の部下は裁判前の尋問で非行件数を「10か20の事件だった」と述べている。だが、判決はこう断罪した。「自分の軍隊に行動を厳正にせよと命令を出したが、何の効果ももたらさなかった。自分の軍隊を統制し、南京市民を保護する義務と権限をもっていたが、履行を怠った」また、南京攻略後に松井が帰国したことをめぐり、検察側は日本が南京での多数の不法行為の責任を問い、司令官の職を解き召還したという構図を持ち出した。松井は「それは理由にはならない。自分の仕事は南京で終了したと考え、制服を脱いだ」と明確に否定したものの、反論は一切聞き入れられなかった。「南京で2万の強姦（ごうかん）、20万人以上の殺害があった」と断定した東京裁判だが、松井に対する判決では「南京陥落から6、7週間に何千という婦人が強姦され、10万人以上が殺害」とそれぞれ数を引き下げた。

### 死刑執行
松井は昭和23年(1948年)12月9日、巣鴨拘置所において、教誨師花山信勝に次の言葉を残した。
昭和23年（1948年）12月23日に巣鴨プリズン内で松井を含めた7人（他の6人は東條英機、広田弘毅、板垣征四郎、土肥原賢二、木村兵太郎、武藤章）の絞首刑が執行された。70歳没。
辞世の句は、3首である。
これらの句について早坂隆は、「一首目で使われている「無畏」という語は「仏が法を説くときの何ものをも畏れない態度」のことであるが、これは松井が熱海の自宅の名に冠した言葉でもある。しかし、先の一首が辞世であることを考えれば、「死を畏れないこと」への意味合いが強く意識されていると考えるのが自然であろう。また、最後の一首の中の「自他」という表現は、日本人と中国人のことを暗喩しているに違いないと私は思う。」とのべている。
1960年に殉国七士廟、1978年に靖国神社に合祀された。

## 評価

### 日本
ノンフィクション作家の早坂隆は、2011年に刊行した『松井石根と南京事件の真実』（文春新書）の中で、松井が南京占領を平和裡に進めようとしていた過程や、親中派としての松井の思想、東京裁判における松井に関する審理の矛盾などを指摘した。
田原総一朗は「松井石根の構想によって日本政府と蔣介石の信頼関係が堅持されていれば、日本と中国の歴史は大きく変わっていたはずである。日本が蔣介石の中国と戦争を起こすこともなく、当然、南京事件も起きえなかった。」とのべている。 
日本は中国に対し、偽「満州国」の承認、華北における中国軍の駐留権の制限、さらには資源の開放と、日本側による鉱山・交通・軍事施設の長期的な支配を要求し続けた。これらの本質は、中国を分裂・解体し、属国化しようとするものであった。蒋介石は、これらの条件が「亡国条約」に等しいことを深く理解しており、一旦受け入れれば中華民族は主権と尊厳を完全に失うことになると考え、断固として妥協を拒否した。

### 南京大虐殺事件に関して

#### 事件の責任と東京裁判での答弁
極東国際軍事裁判昭和22年(1947年)11月24日、ノーラン検察官が南京事件に関して反対尋問した際の松井石根の証言について政治学者の丸山眞男は昭和24年(1949年)に発表した「軍国支配者の精神形態」で論じた。丸山は、検察から部下（兵士）の暴行の懲罰について努力したかと尋問されると松井が「全般の指揮官として、部下の軍司令官、師団長にそれを希望するよりほかに、権限はありません」と証言したことを部分的に引用しながら「自己にとって不利な状況のときには何時でも法規で規定された厳密な職務権限に従って行動する専門官吏になりすますことが出来る」のであるとして、松井のような態度を「権限への逃避」と評した。丸山はこうした「権限への逃避」は、ナチスのゲーリングが全責任を負うとした「明快さ」と異なり、「日本ファシズムの矮小性」の一側面であるとし、日本軍人戦犯は一様に「うなぎのようにぬらくらし、霞のように曖昧」な答弁をすると表した。
このような丸山眞男の松井評価について牛村圭は、松井石根が同尋問で「私は方面軍司令官として、部下を率いて南京を攻略するに際して起こったすべての事件に対して責任を回避するものではありませんけれども、しかし各軍隊の将兵の軍紀、風紀の直接責任者は私ではないということを申した」と自分の責任を回避しないと答弁したことが裁判記録に残っており、丸山は論文に引用にする際に松井答弁を意図的に省略していたことを発見した。また、当時東京裁判の検察も松井が責任を回避しないと答弁したことを確実に受け取っていたのであって、松井の答弁は「道義上の責任」と「法律上の責任」を区別した明瞭なものであると牛村は再評価した。牛村圭は裁判記録を虚心坦懐に読解すれば、松井が「道義上の責任は決して回避せぬが日本陸軍の法規ではこうなっていると説明している」と解釈する方が自然であり、丸山眞男の論については「松井の人格を歪曲する削除を加え」「予断と先入観を、恣意的と呼んでいい論証法を用いて押し通そうとした。このような論法につき、丸山眞男は＜道義上の責任＞を感じてしかるべきであろう」と批判している。

#### 松井に関する蔣介石の「発言」
「興亜観音を守る会」会報(『興亜観音第15号』2002年4月18日号)に田中正明が書いたところによれば、1966年9月に、田中ら5人が岸信介の名代として台湾を訪問した際、蔣介石が「南京には大虐殺などありはしない。何応欽将軍も軍事報告の中で、ちゃんとそのことを記録している筈です。私も当時、大虐殺などという報告を耳にしたことはない。松井閣下は冤罪で処刑されたのです」と涙ながらに語ったという体験談が記されている。この話は『興亜観音第10号』（1999年10月18日号）にも掲載されており、両方とも蔣介石は「申し訳ない事をした」と田中に語ったと記されているが、何応欽の軍事報告や松井大将が冤罪だったという部分は、10号では田中が考える事実として記されているのに、15号では蔣介石自身の発言と記されており、異同がある。
なお、蔣介石自身の公式の回顧録である産経新聞（当時はサンケイ新聞）が1976年に紙面掲載した『蔣介石秘録』の「全世界を震え上がらせた蛮行」によれば、蔣介石は1938年1月22日付の日記に「日本軍は南京であくなき惨殺と姦淫をくり広げている。野獣にも似たこの暴行は、もとより彼ら自身の滅亡を早めるものである。それにしても同胞の痛苦はその極に達しているのだ」と記している。また、日本軍による南京攻略戦が終了した後の自軍の損害については、「南京防衛戦における中国軍の死傷者は六千人を超えた。しかし、より以上の悲劇が日本軍占領後に起きた。いわゆる南京大虐殺である。」「日本軍はまず、撤退が間に合わなかった中国軍部隊を武装解除したあと、長江（揚子江）岸に整列させ、これに機銃掃射を浴びせてみな殺しにした。」「虐殺の対象は軍隊だけでなく、一般の婦女子にも及んだ。」「こうした戦闘員・非戦闘員、老幼男女を問わない大量虐殺は2カ月に及んだ。」「犠牲者は三十万人とも四十万人ともいわれ、いまだにその実数がつかみえないほどである。」 とも発表している。

## 年表
| - 1893年（明治26年）5月 - 成城学校卒業。 - 1896年（明治29年）5月 - 陸軍中央幼年学校卒業。 - 1897年（明治30年）11月 - 陸軍士官学校卒業（9期）。 - 1898年（明治31年）6月 - 少尉に昇進。歩兵第6連隊附。 - 1900年（明治33年）11月 - 中尉に昇進。 - 1904年（明治37年）2月 - 歩兵第6連隊中隊長 4月 - 日露戦争に従軍（～1906年1月）。 8月 - 大尉に昇進。 - 1905年（明治38年）7月 - 第2軍副官。 12月 - 第2軍兵站監部参謀。 - 1906年（明治39年）11月 - 陸軍大学校卒業（18期恩賜）。参謀本部出仕。 - 1907年（明治40年）1月 - 清（北京・上海）駐在（～1911年4月）。 - 1908年（明治41年）11月 - 参謀本部員 - 1909年（明治42年）11月 - 少佐に昇進。 - 1913年（大正2年）4月 - フランス領インドシナ出張。 - 1914年（大正3年）5月 - 欧米出張（～1915年8月）。 - 1915年（大正4年）8月 - 中佐に昇進。歩兵第22連隊附。 12月 - 参謀本部附（上海駐在）（～1919年2月）。 - 1918年（大正7年）7月24日 - 大佐に昇進。 | - 1919年（大正8年）2月20日 - 歩兵第39連隊長 - 1921年（大正10年）5月26日 - ウラジオストク派遣軍参謀。 - 1922年（大正11年）11月6日 - 関東軍司令部附（ハルビン特務機関長）。 - 1923年（大正12年）3月17日 - 少将に昇進。 - 1924年（大正13年）2月4日 - 歩兵第35旅団長 - 1925年（大正14年）5月1日 - 参謀本部第2部長 - 1927年（昭和2年）7月26日 - 中将に昇進。 - 1928年（昭和3年）12月21日 - 参謀本部附（欧米出張） - 1929年（昭和4年）8月1日 - 第11師団長 - 1931年（昭和6年）12月9日 - ジュネーブ一般軍縮会議全権委員 - 1933年（昭和8年）3月18日 - 軍事参議官 8月1日 - 台湾軍司令官。 10月20日 - 大将に昇進。 11月2日 - 勲一等瑞宝章。 - 1934年（昭和9年）4月 - 勲一等旭日大綬章。 - 1935年（昭和10年）8月28日 - 予備役編入 - 1937年（昭和12年）8月15日 - 召集。上海派遣軍司令官（～12月1日）。 10月30日 - 中支那方面軍司令官（～1938年3月5日） - 1938年（昭和13年）2月 - 再び予備役編入 7月 - 内閣参議（～1940年1月） |

## 栄典
位階
- 1898年（明治31年）7月20日 - 正八位[45]
- 1901年（明治34年）2月28日 - 従七位[45]
- 1904年（明治37年）10月24日 - 正七位[45]
- 1909年（明治42年）12月20日 - 従六位[45][46]
- 1915年（大正4年）1月30日 - 正六位[45]
- 1918年（大正7年）8月30日 - 従五位[45]
- 1923年（大正12年）5月21日 - 正五位[45]
- 1927年（昭和2年）9月1日 - 従四位[45][47]
- 1929年（昭和4年）10月1日 - 正四位[45]
- 1933年（昭和8年）4月1日 - 従三位[48]
- 1935年（昭和10年）9月26日 - 正三位[49]

勲章等
- 1906年（明治39年）4月1日 - 勲五等双光旭日章・功四級金鵄勲章・明治三十七八年従軍記章[45]
- 1912年（大正元年）8月1日 - 韓国併合記念章[45]
- 1914年（大正3年）5月26日 - 勲四等瑞宝章[45]
- 1915年（大正4年）11月7日 - 旭日小綬章・大正三四年従軍記章[45]
- 1921年（大正10年）5月1日 - 勲三等瑞宝章[45]
- 1922年（大正11年）11月1日 - 旭日中綬章[45]
- 1927年（昭和2年）5月25日 - 勲二等瑞宝章[45]
- 1933年（昭和8年）12月2日 - 勲一等瑞宝章[45]
- 1934年（昭和9年）4月29日 - 旭日大綬章[45]
- 1940年（昭和15年）4月29日 - 功一級金鵄勲章[45][50]

## 関連する作品
南京大虐殺の責任者として、南京事件を扱った映画に登場する。以下、松井を演じた俳優。
- 鶴丸睦彦 - ドラマ・日本の戦後 第8話「審判の日」（1978年、NHK）
- 久保恵三郎 - 1995年映画『南京1937』
- 浜畑賢吉 - 2008年映画『南京の真実　第1部「七人の死刑囚」』
- 柄本明 - 2009年映画『ジョン・ラーベ 〜南京のシンドラー〜』

### 資料映像
- The Battle of China - IMDb（英語）
- The Battle of China ダウンロード on the Internet Archive

## 参考書籍
- 丸山眞男「軍国支配者の精神形態」『現代政治の思想と行動』未來社〈増補版〉、1964年。
- 牛村圭「責任は回避せず　松井石根大将と南京事件」『「文明の裁き」をこえて : 対日戦犯裁判読解の試み』中央公論新社〈中公叢書〉、2001年。ISBN 4120030970。
- 田原総一朗『日本近現代史の「裏の主役」たち : 北一輝、大川周明、頭山満、松井石根……「アジア主義者」の夢と挫折』PHP研究所、2013年。ISBN 9784569760575。
- 早坂隆『松井石根と南京事件の真実』文藝春秋〈文春新書〉、2011年。ISBN 9784166608171。
- 重光葵『巣鴨日記』文藝春秋社、1953年。
- 極東国際軍事裁判所 編『極東国際軍事裁判速記録』雄松堂書店、1968年。
- 早瀬利之『将軍の真実 : 南京事件-松井石根人物伝』光人社、1999年。ISBN 4769809301。（2007年に光人社NF文庫より「南京戦の真実 松井石根将軍の無念」と改題して刊行）
- 田中正明「井上雅二『巨人荒尾精』解説」（井上雅二『巨人荒尾精』佐久良書房、明治43年刊の1997年復刻版）